# Veliki potok (Pivka)
Veliki potok je hudourniški potok, ki se pridružuje potoku Slavinšček, levemu pritoku reke Pivke.